# بطريرك

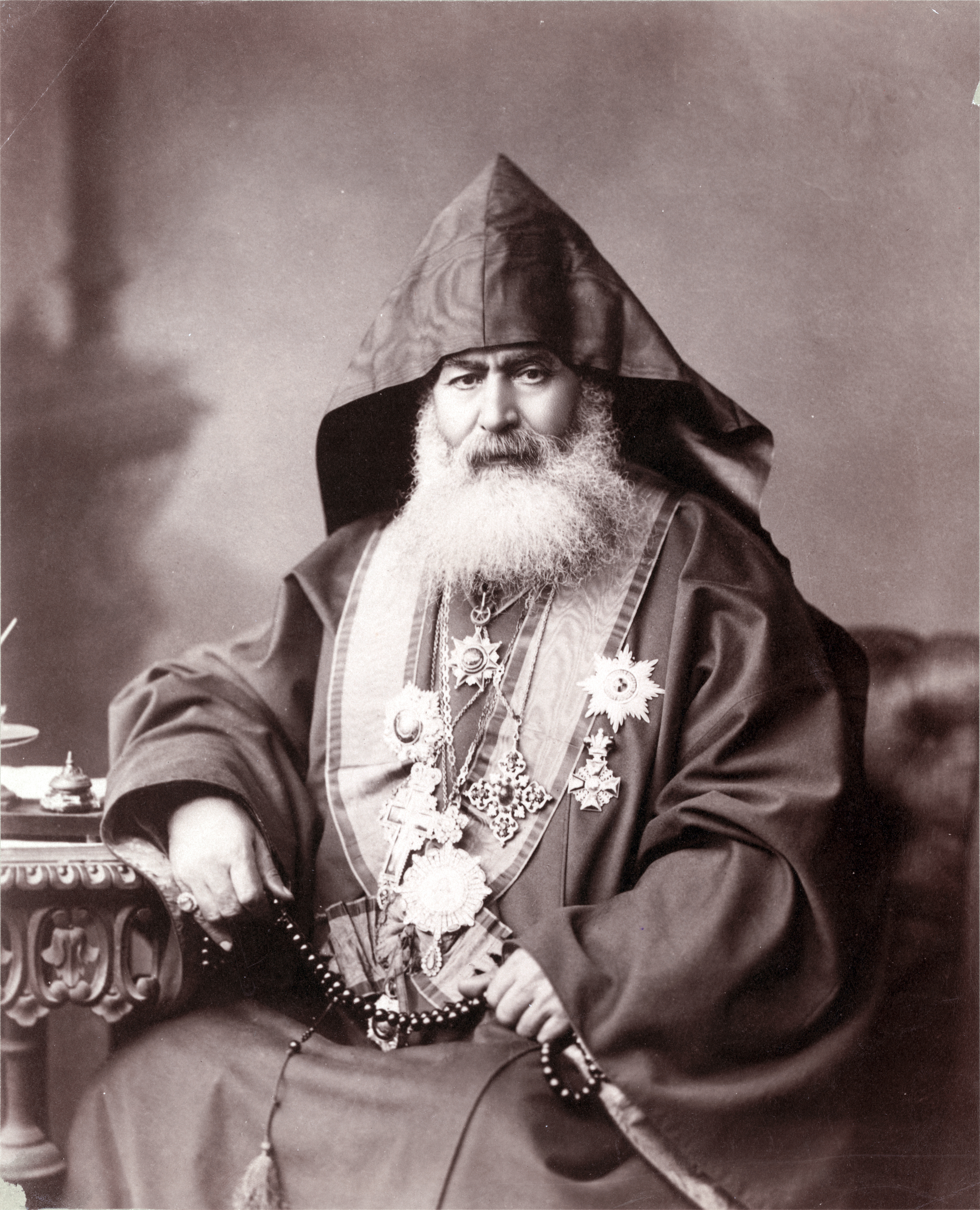
بطريرك الكنيسة الأرمنيَّة الأرثوذكسيَّة في بيت المقدس، هاروتين ڤهابديان، سنة 1900م.

البطريرك (ج بطاركة أو بطارقة) كلمة يونانية مكونة من شطرين، ترجمتها الحرفية «الأب الرئيس»؛ ومن حيث المعنى فهي تشير إلى من يمارس السلطة بوصفه الأب، على امتداد الأسرة، ولذلك فإن النظام المعتمد على سلطة الأب، يدعى «النظام البطريركي». أما في المسيحية، فتتخذ الكلمة معنى رئيس الأساقفة في الكنائس الأرثوذكسية والكاثوليكية؛ ويدعى مكتب البطريرك البطريركية. أما المؤرخون العرب فقد اصطلحوا على الكلمة لفظ «بطريق».
من حيث الصلاحيات، فإن البطريرك هو أسقف مقدم، وله حق الولاية على جميع الأساقفة بمن فيهم رؤساء الأساقفة، وعلى سائر الإكليروس والعلمانيين في ولايته الجغرافية أو طائفته حسب القواعد التي رسمتها المجامع المسكونية، والقواعد الكنسية اللاحقة. ويؤلف البطاركة مع مجامعهم المرجع الأول في كل أمور البطريركية ولهم الحق في إنشاء أبرشيات جديدة وتعيين الأساقفة وإدارة السلطة التعليمية وتنظيم الأعمال الطقسية المختلفة، والموافقة على نشرها وتعميمها، ومباركة الميرون والشعب وتوجيه الرسائل، وفي الكنيسة الكاثوليكية فإن للبابا حق التدخل عند الضرورة.
المؤسسة البطريركية أطلقت على خمس في القديم: روما، والإسكندرية وأنطاكية والقسطنطينية والقدس، غير أنها لاحقًا أطلقت على مواقع مختلفة من العالم كالبندقية والبرتغال وروسيا ورومانيا وأثيوبيا والهند ومناطق أخرى. أما في أصل استعمال اللقب، فالظاهر أنه في القرن الأول كان يطلق على رئيس الجالية اليهودية في أنطاكية، ومن ثم لقب أسقفها بطريرك بوصفه رئيس المجموعة المسيحية فيها، وقد جاء في رسالة كتبها بطرس الثالث أن بطريرك أنطاكية وحده اختص بهذا اللقب في القديم، وأن لقبي روما والإسكندرية هما بابا في حين القسطنطينية والقدس اكتفوا برؤساء أساقفة، غير أن المجامع المسكونية وكذلك التقاليد اللاحقة، قد منحت رؤساء الأساقفة الخمسة الكبار لقب بطريرك.